# 1. division 1969
La 1. Division 1969 è stata la 56ª edizione della massima serie del campionato danese di calcio conclusa con la vittoria del B 1903, al suo quinto titolo.
Capocannoniere del torneo fu Steen Rømer Larsen del B 1903 con 15 reti.

## Classifica finale
|    | Classifica  | G  | V  | N | P  | GF | GS | DR  | Pti |
| -- | ----------- | -- | -- | - | -- | -- | -- | --- | --- |
| 1  | B 1903 (*)  | 22 | 15 | 4 | 3  | 58 | 25 | +33 | 34  |
| 2  | KB          | 22 | 14 | 2 | 6  | 58 | 38 | +20 | 30  |
| 3  | Aalborg     | 22 | 12 | 5 | 5  | 52 | 26 | +26 | 29  |
| 4  | Hvidovre IF | 22 | 11 | 4 | 7  | 35 | 34 | +1  | 26  |
| 5  | Horsens fS  | 22 | 9  | 6 | 7  | 39 | 36 | +3  | 24  |
| 6  | AB          | 22 | 9  | 5 | 8  | 32 | 36 | -4  | 23  |
| 7  | B 1913      | 22 | 8  | 3 | 11 | 33 | 40 | -7  | 19  |
| 8  | Vejle       | 22 | 6  | 5 | 11 | 33 | 42 | -9  | 17  |
| 9  | BK Frem     | 22 | 5  | 7 | 10 | 33 | 45 | -12 | 17  |
| 10 | B 1901 (*)  | 22 | 7  | 3 | 12 | 30 | 50 | -20 | 17  |
| 11 | B 1909      | 22 | 6  | 4 | 12 | 44 | 56 | -12 | 16  |
| 12 | Esbjerg fB  | 22 | 5  | 2 | 15 | 30 | 49 | -19 | 12  |

(*) Squadre neopromosse

## Verdetti
- B 1903 Campione di Danimarca 1969.
- B 1903 ammesso alla Coppa dei Campioni 1970-1971.
- B 1909 e Esbjerg fB retrocesse.